# Сирийский национальный совет
Сирийский национальный совет, СНС (араб. المجلس الوطني السوري‎, al-Majlis al-Waṭani al-Suri) — коалиционный орган сирийской оппозиции, созданный в 2011 в ходе восстания в Сирии против правительства Башара аль-Асада. С ноября 2012 года его лидер — Джордж Сабра.

## История
Первые оппозиционные группы в Сирии были сформированы ещё в 2005 в знак протеста против режима Асада. В 2011, по мере развёртывания антиправительственных выступлений в Сирии, началась консолидация многочисленных оппозиционных групп. О формировании Сирийского национального совета было официально объявлено в Стамбуле 23 августа 2011. Как заявил Ясер Таббара, пресс-секретарь Совета, СНС будет включать в себя от 115 до 120 членов из всех сирийских оппозиционных групп. К настоящему времени обнародованы имена 71 члена СНС — в основном политических эмигрантов из Сирии. 2 октября 2011 СНС официально объявил о формировании своей организационной структуры, включающей Генеральную Ассамблею, Генеральный секретариат и Исполнительный комитет в составе 6-7 человек, персональный состав которых ещё не назван. В сентябре 2011 председателем Совета был назначен сирийский политолог Бурхан Гальюн, живущий в Париже.
СНС в настоящее время поддерживают: сирийское крыло организации Братья-мусульмане, Ассирийская демократическая организация, некоторые курдские диссиденты, а также несколько независимых сирийских диссидентов и так называемых «местных координационных комитетов» — групп, занимающихся организацией и координацией антиправительственных демонстраций, в том числе с использованием социальных сетей и флешмобов. Представители СНС утверждают, что он представляет примерно 60 процентов сирийской оппозиции. Некоторые источники указывают на связь СНС с бывшим вице-президентом Сирии Абдель Халимом Хаддамом, проживающим в Париже.
В то же время формирование СНС встретило неоднозначную реакцию со стороны других оппозиционных сил Сирии, в частности, критику со стороны Национального координационного комитета за демократические перемены, представляющего главным образом светские левые и националистические группы, независимых диссидентов и некоторые курдские партии, находящиеся преимущественно внутри Сирии. Единственная курдская партия, действующая на сирийской территории, которая открыто признала свою связь с СНС — Текущее будущее, руководитель которой, Машааль Таммо, вскоре после этого заявления был убит в городе Эль-Камышлы, предположительно, силами режима.
24 мая 2012 года Бурхан Гальюн подал в отставку, вместо него в Стамбуле на съезде членов генерального секретариата был выбран курдский активист Абдель Бассет Сейда.
Летом Бурхан Гальюн заявил о желании оппозиции переехать в Алеппо в случае захвата этого города повстанцами.
В ноябре 2012 года Совет принял решение объединиться с несколькими другими группами оппозиции, чтобы сформировать сирийскую национальную коалицию, в ней Совет получил 22 из 60 мест.
Вышел из коалиции в январе 2014 года, в знак протеста против её участия в Женевских переговорах с правительством Асада.
Сирийский национальный совет был фактически заменен Национальной коалицией в качестве основной организации сирийской оппозиции. В 2016 году Джарба основал также движение «Завтра Сирии».

## Признание в мире

Признание Сирийского национального совета в мире
Сирия
Страны, дипломатически поддержавшие СНС как единственное легитимное правительство Сирии
Страны, официально поддерживающие СНС как партнёра в диалогах или как оппозиционную группу
Страны, неофициально поддерживающие СНС как партнёра в диалогах
Страны, имевшие неофициальные связи с СНС
Страны, не выразившие своего мнения

В настоящее время только три государства-члена ООН — Франция, Испания и Ливия — заявили о признании, в той или иной форме, Сирийского национального совета.
10 октября 2011 член национального переходного совета Ливии Мусса аль-Кони заявил, что национальный переходный совет принял решение признать сирийский национальный совет в качестве единственного законного правительства Сирии, а 19 октября национальный переходный совет Ливии официально объявил о своем признании СНС как «законной власти Сирии». Национальный переходный совет Ливии также объявил, что ведёт переговоры с СНС и рассматривает возможность поставок оружия и отправки добровольцев в ряды Свободной армии Сирии.
Министр иностранных дел Франции Ален Жюппе заявил 21 ноября 2011, что «Сирийский национальный совет является легитимным партнером по переговорам, с которым мы будем продолжать работать».
Министр иностранных дел Испании Тринидад Хименес 23 ноября 2011 года подтвердила, что испанское правительство будет вести с СНС переговоры, касающиеся Сирии, и рассматривает СНС в качестве главного представителя сирийского народа, который находится в поисках свободы и демократии.
3 декабря 2011 года министр иностранных дел Болгарии Младенов объявил, что Сирийский национальный совет «является важным партнером по диалогу о будущем Сирии».
Один из лидеров и министр иностранных дел СНС Басма Кодмани, покинувшая его ряды в августе 2012 года, бывала дважды − в 2008 и 2012 годах — на Бильдербергской конференции.
В сентябре 2011 года известный сирийский диссидент Салим Хейербек охарактеризовал оппозиционеров, вошедших в Совет национального спасения, как работающих за американские деньги и желающих развалить Сирию.